# Gare de Vigeois
Gare de Vigeois – przystanek kolejowy w Vigeois, w departamencie Corrèze, w regionie Nowa Akwitania, we Francji.
Jest przystankiem kolejowym Société nationale des chemins de fer français (SNCF), obsługiwanym przez pociągi TER Limousin.